# Skansen-Akvariet
Skansen-Akvariet är ett tropikhus med regnskogsmiljöer och akvarium, beläget på Skansen i Stockholm. Ägare och föreståndare är Jonas Wahlström.
Skansen-Akvariet är känt för ringsvanslemurerna som hoppar fritt bland besökarna. Där finns även arter av ormar, spindlar, sköldpaddor och primater, samt kubakrokodiler.
Skansen-Akvariet ligger inne på Skansens område och för att komma in måste man först betala inträde till Skansen, och därefter inträde till akvariet. Entréavgiften finansierar drift och underhåll av Skansen-Akvariet.

## Incidenter
Den 20 augusti 2019 inträffade en incident då en äldre man blev biten av en av kubakrokodilerna under en fest i lokalerna. Under en kräftskiva arrangerad av en herrklubb skulle mannen hålla ett tal och klättrade då upp på en avsats intill kubakrokodilernas inhägnad. För att hålla balansen höll han i glasskivan som skiljer inhägnaden och publiken åt, och stoppade in armen ovanför glaset varvid en krokodil hoppade upp och bet mannen. Mannen fördes till sjukhus där hans arm fick amputeras.
Den 22 oktober 2022 rymde den över 2 meter långa kungskobran Sir Väs (senare Houdini) från sitt terrarium på Skansen-Akvariet. Den 28 oktober meddelade Skansen att ormen var lokaliserad i samma byggnad. Giftormen återvände självmant till sin bur efter åtta dagar på rymmen och åtskilliga försök att locka tillbaka den.